# マチャメ語
マチャメ語（マチャメご、英: Machame）はバントゥー語群に属する言語である。話者はタンザニアのキリマンジャロ州、アルーシャ州、マニャラ州に居住するチャガ族の人々である。

## 言語名別称
- Kimachame
- Kimashami
- Machambe
- Mashami

## 方言
- Bosho
- Hai
- Masdama (Masama)
- Ng’uni
- Siha (Shira)